# Société nationale de radiodiffusion et de télévision
Die Société nationale de radiodiffusion et de télévision (SNRT; arabisch الشركة الوطنية للإذاعة والتلفزة, DMG aš-šarika al-waṭaniyya li-l-iḏāʿa wa-'t-talfaza; marokkanisches Tamazight ⵜⴰⵎⵙⵙⵓⵔⵜ ⵜⴰⵏⴰⵎⵓⵔⵜ ⵏ ⵓⵏⵣⵡⴰⵢ ⴷ ⵜⵉⵍⵉⴼⵉⵣⵢⵓⵏ Tamssurt Tanamurt n Unzway d Tilifizyun) ist seit 2005 die staatliche Rundfunkgesellschaft Marokkos. Sie betreibt sieben Fernseh- sowie vier nationale und elf regionale Hörfunkprogramme. Sie ist Mitglied der Europäischen Rundfunkunion (EBU), der Arab States Broadcasting Union (ASBU) und der African Union of Broadcasting (AUB) sowie an Euronews beteiligt.
Nicht zur SNRT gehören der Fernseh- und Radiosender 2M (Société d'Études et de Réalisations Audiovisuelles, SOREAD, seit 1989), der Fernseh- und Radiosender Medi1 (Radio Méditerranée Internationale, RMI, seit 1980) sowie der Fernsehsender M24 und das Internetradio RIM (Radio de l'Information Marocaine; Maghreb Arabe Presse, MAP, seit 2019). Es ist geplant, 2M und Medi1 mit SNRT in einer Holding-Gesellschaft zusammenzuführen.

## Geschichte
Der erste Radiosender in Marokko war 1925 Poste Oméga in Casablanca von Gabriel Veyre. 1928 nahm das staatliche Radio-Maroc (auch Radiodiffusion Marocaine, RM; arabisch راديو مروك rādyū marūk) in Rabat den Betrieb auf. Der Luzerner Wellenplan von 1932 wies Rabat die Frequenz 601 kHz zu, der Kopenhagener Wellenplan von 1948 die Frequenzen 611 und 701 kHz (ab 1953 aus dem Sendezentrum in Sabaâ Aïyoun).
Außerdem gab es nach dem Zweiten Weltkrieg in Spanisch-Marokko Radio Dersa aus Tétouan und in der Internationalen Zone von Tanger die kommerziellen Programme von Radio Tangier International (RTI), Radio Africa und Pan American Radio (PAR) sowie den christlichen Missionssender Voice of Tangier (später Trans World Radio). Nach der Wiedervereinigung Marokkos im Jahr 1956 mussten diese Sender bis Ende 1959 ihre Tätigkeit einstellen; aus RTI wurde die Voix du Maroc von Radio-Maroc (1232 kHz, später Medi1).
1962 wurde Radio-Maroc zu Radiodiffusion Télévision Marocaine (RTM; arabisch الاذاعة - التلفزة المغربية al-iḏāʿa - at-talfaza al-maġribīya) mit eigener Rechtspersönlichkeit. Das Fernsehen nahm am 3. März 1962 den Sendebetrieb auf.
2002 entfiel das staatliche Radio- und Fernsehmonopol von 1924. 2005 ging RTM in der Aktiengesellschaft SNRT auf.

## Programme
Der Programmauftrag wird in einem Dekret von 2012 näher umschrieben.

### Fernsehprogramme
1. das Erste (الأولى) / regionale Variante Laayoune (العيون)
2. (das zweite Programm 2M untersteht nicht der SNRT)
3. Sport (الرياضية)
4. Kultur (الثقافية)
5. Maghreb (المغربية), für im Ausland lebende Marokkaner
6. das Sechste (السادسة), Religion
7. Film (أفلام)
8. Tamazight (ⵜⴰⵎⴰⵣⵉⵖⵜ / تمازيغت)

Logos der Fernsehprogramme
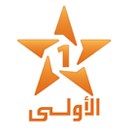
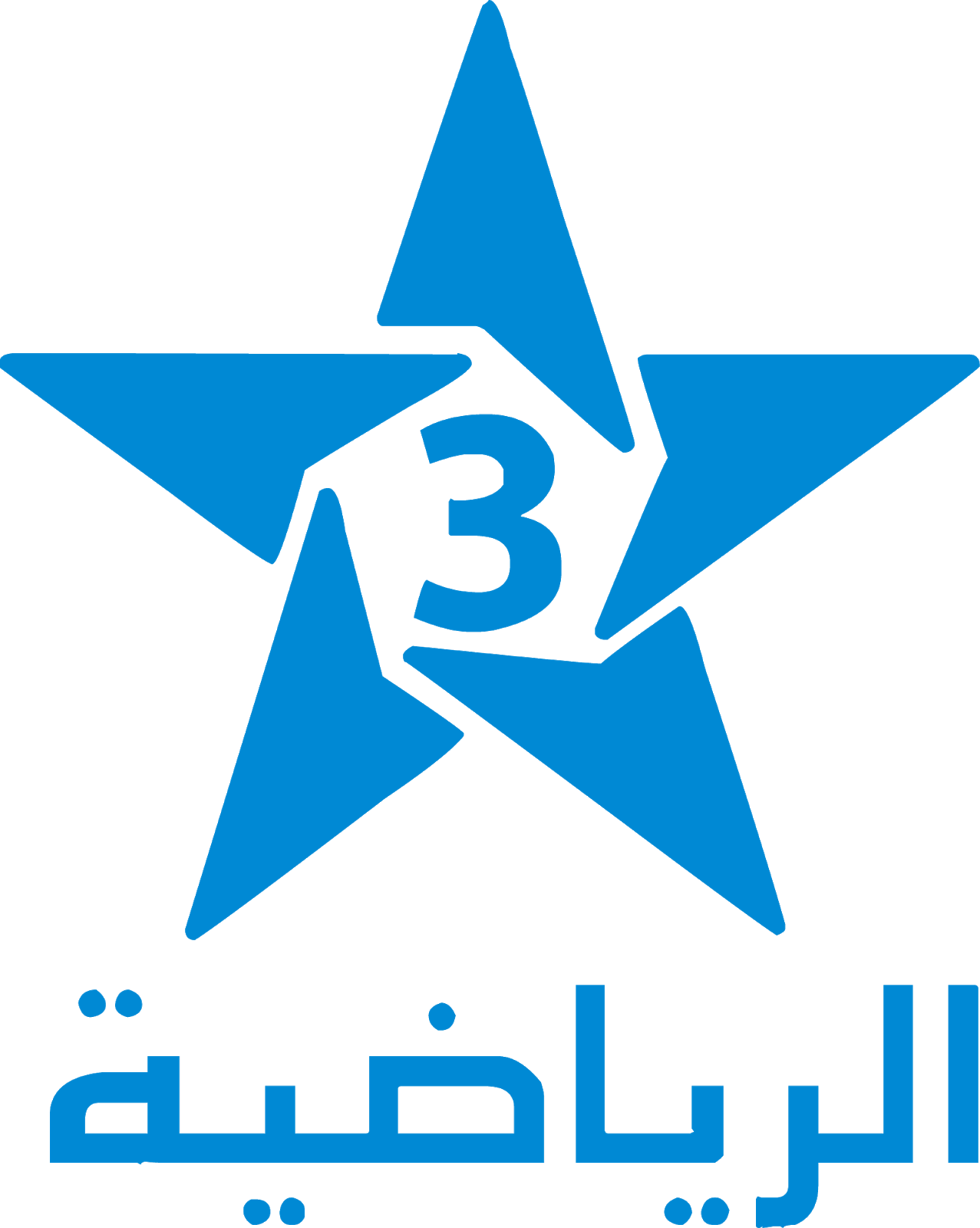
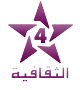
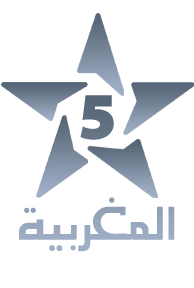
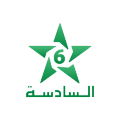
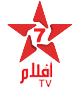
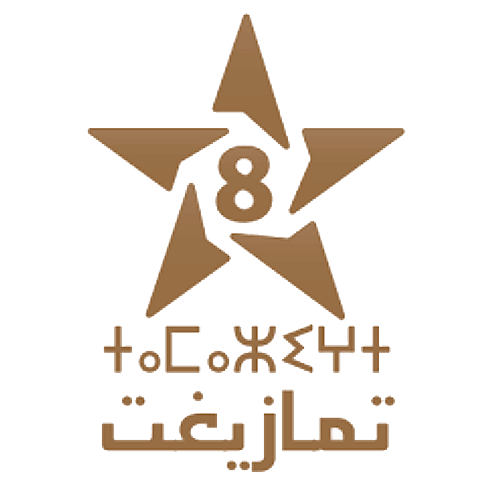

### Hörfunkprogramme
- Nationales Programm (الاذاعة الوطنية)
- Chaîne Inter (französisch)
- Tamazight-Programm (ⵕⴰⴷⵢⵓ ⴰⵎⴰⵣⵉⵖ / الاذاعة الامازيغية)
- Radio Mohammed VI (اذاعة محمد السادس للقرآن الكريم)
- 11 Regionalprogramme (الاذاعة الجهوية): Tanger, Tétouan, Al Hoceïma, Oujda, Fès, Meknès, Casablanca, Marrakech, Agadir, Laâyoune, Dakhla

Logos der landesweiten Hörfunkprogramme
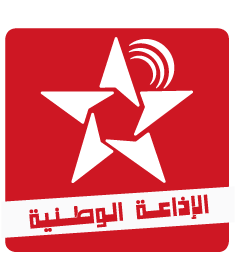
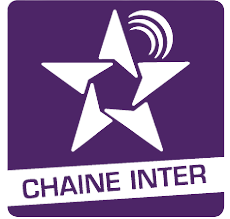
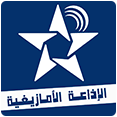
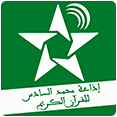